# 天宁佛学院
天宁佛学院是位于中国江苏省常州市延陵中路636号天宁禅寺内的一座初级佛教院校。

## 沿革
该院的前身是创建于1909年的天宁禅寺学戒堂，1940年改为天宁佛学院。1948年底停办。1995年3月由天宁禅寺复办。

## 历任院长
学戒堂
- 释显徹（惟宽）（1909年-1932年）
- 释证莲（1932年-1940年）

天宁佛学院院长
- 释钦峰（1940年-1946年）
- 释敏智（1946年-1948年）[2]
- 释松纯（1995年-）